# Travis Konecny
Travis Konecny (né le 11 mars 1997 à London, en Ontario, au Canada) est un joueur professionnel canadien de hockey sur glace. Il évolue au poste de centre pour les Flyers de Philadelphie dans la LNH.

## Biographie

### Carrière junior
Il est sélectionné 1er au total lors du repêchage de la LHO 2013. Travis Konecny débute en 2013-2014 avec les 67 d'Ottawa en LHO. Plus jeune que la plupart de ses coéquipiers et adversaires, à seulement 16 ans, Konecny enregistre deux assistances lors de ses débuts dans la LHO, dans une victoire de 5 à 4 contre les Bulls de Belleville. Il gagne le Emms Family Award, remis chaque année à la recrue de l'année dans la LHO. 
Au début de la saison 2014-2015, il est nommé capitaine des 67 d'Ottawa. Il réalise deux saisons pleines et est repêché à la 24e position du repêchage d'entrée dans la LNH 2015 par les Flyers de Philadelphie. 

### Carrière professionnelle
Le 16 juillet 2015, il signe son contrat d'entrée dans la LNH avec les Flyers.
Le 14 octobre 2016, il joue son premier match dans la LNH dans une victoire de 4-2 contre les Kings de Los Angeles et récolte 2 assistances. Le 25 octobre 2016, il trouve le fond du filet pour la première fois de sa carrière dans la LNH dans une victoire de 4-3 face aux Sabres de Buffalo.
Le 23 novembre 2018, il réussit un tour du chapeau à la Gordie Howe dans un blanchissage de 4-0 contre les Rangers de New York. Il marque un but contre Henrik Lundqvist, enregistre une assistance et se bat avec Ryan Strome.
Le 16 septembre 2019, il signe un contrat de 6 ans et 33 millions de $ avec les Flyers de Philadelphie.
Lors de la saison 2020-2021, il est invité au 65e match des étoiles de la LNH.
Le 15 janvier 2021, il enregistre son premier tour du chapeau en carrière dans une victoire de 5-2 face au Penguins de Pittsburgh.
Âgé de 27 ans, il signe une prolongation de contrat de 8 ans et 70 millions $ avec les Flyers le 25 juillet 2024. Le contrat, octroyé par le directeur général Daniel Brière, débutera en saison 2025-2026.

### Carrière international
Il représente le Canada au niveau international.

### Vie privée
Il est le cousin du joueur de hockey professionnel Bo Horvat.

## Statistiques

### En club
| Saison     | Équipe                 | Ligue      |     | Saison régulière | Saison régulière | Saison régulière | Saison régulière | Saison régulière |   | Séries éliminatoires | Séries éliminatoires | Séries éliminatoires | Séries éliminatoires | Séries éliminatoires |
| Saison     | Équipe                 | Ligue      | PJ  | B                | A                | Pts              | Pun              | PJ               | B | A                    | Pts                  | Pun                  |                      |                      |
| 2013-2014  | 67 d'Ottawa            | LHO        | 63  | 26               | 44               | 70               | 18               | -                | - | -                    | -                    | -                    |                      |                      |
| 2014-2015  | 67 d'Ottawa            | LHO        | 60  | 29               | 39               | 68               | 34               | 5                | 3 | 7                    | 10                   | 6                    |                      |                      |
| 2015-2016  | 67 d'Ottawa            | LHO        | 29  | 7                | 38               | 45               | 6                | -                | - | -                    | -                    | -                    |                      |                      |
| 2015-2016  | Sting de Sarnia        | LHO        | 31  | 23               | 33               | 56               | 21               | 2                | 1 | 2                    | 3                    | 0                    |                      |                      |
| 2016-2017  | Flyers de Philadelphie | LNH        | 70  | 11               | 17               | 28               | 49               | -                | - | -                    | -                    | -                    |                      |                      |
| 2017-2018  | Flyers de Philadelphie | LNH        | 81  | 24               | 23               | 47               | 46               | 6                | 1 | 0                    | 1                    | 10                   |                      |                      |
| 2018-2019  | Flyers de Philadelphie | LNH        | 82  | 24               | 25               | 49               | 40               | -                | - | -                    | -                    | -                    |                      |                      |
| 2019-2020  | Flyers de Philadelphie | LNH        | 66  | 24               | 37               | 61               | 28               | 16               | 0 | 7                    | 7                    | 14                   |                      |                      |
| 2020-2021  | Flyers de Philadelphie | LNH        | 50  | 11               | 23               | 34               | 26               | -                | - | -                    | -                    | -                    |                      |                      |
| 2021-2022  | Flyers de Philadelphie | LNH        | 79  | 16               | 36               | 52               | 77               | -                | - | -                    | -                    | -                    |                      |                      |
| 2022-2023  | Flyers de Philadelphie | LNH        | 60  | 31               | 30               | 61               | 77               | -                | - | -                    | -                    | -                    |                      |                      |
| 2023-2024  | Flyers de Philadelphie | LNH        | 76  | 33               | 35               | 68               | 67               | -                | - | -                    | -                    | -                    |                      |                      |
| 2024-2025  | Flyers de Philadelphie | LNH        | 82  | 24               | 52               | 76               | 53               | -                | - | -                    | -                    | -                    |                      |                      |
| Totaux LNH | Totaux LNH             | Totaux LNH | 646 | 198              | 278              | 476              | 463              | 22               | 1 | 7                    | 8                    | 24                   |                      |                      |

### En équipe nationale
| Année | Équipe         | Compétition                  |    | PJ | B | A | Pts | Pun                |  | Résultat |
| 2014  | Canada -18 ans | Championnat du monde -18 ans | 7  | 4  | 1 | 5 | 2   | Médaille de bronze |  |          |
| 2016  | Canada junior  | Championnat du monde junior  | 5  | 1  | 1 | 2 | 0   | 6e place           |  |          |
| 2017  | Canada         | Championnat du monde         | 10 | 0  | 8 | 8 | 4   | Médaille d'argent  |  |          |
| 2025  | Canada         | Confrontation des 4 nations  | 2  | 0  | 0 | 0 | 0   | Vainqueur          |  |          |

## Trophées et honneurs personnels

### Ligue nationale de hockey
- 2013-2014 : récipiendaire du Prix d'excellence E.-J.-McGuire
- 2019-2020 : participe au 65e Match des étoiles
- 2023-2024 : participe au 68e Match des étoiles